# Massimo Salvadori Paleotti
Massimo Salvadori Paleotti, noto anche come Max William Salvadori Paleotti o, più brevemente, Max Salvadori (Londra, 16 giugno 1908 – Northampton, 6 agosto 1992), è stato uno storico e antifascista italiano, fratello di Joyce Lussu e cognato di Emilio Lussu.

## Biografia
Nato nel 1908 a Londra, Massimo fu il secondogenito dei tre figli del conte Guglielmo Salvadori Paleotti detto Willie (Fermo, 1880 - 11 febbraio 1953) e di Giacinta Galletti de Cadilhac detta Cynthia, e l'unico maschio. Il padre Guglielmo era figlio del conte Giorgio Salvadori Paleotti di Fermo e di sua cugina Adele Emiliani. La madre Giacinta Galletti de Cadilhac era figlia del colonnello garibaldino romano Arturo Galletti de Cadilhac (1843 - 1912) e della scrittrice Margaret Collier (1846 - 1929), una nobile inglese. Giacinta era quindi nipote da parte di padre del generale garibaldino romano Bartolomeo (Meo) Galletti (1812 - 1887), uno dei difensori della Repubblica romana del 1849. Suo zio era l'ingegnere Roberto Clemens Galletti de Cadilhac (1879 - 1932), pioniere della telegrafia senza fili.
Il padre di Max, un liberale in ottimi rapporti con il mondo intellettuale e politico anglosassone, nel 1906 si era trasferito da Porto San Giorgio a Firenze per insegnare presso l'Istituto di Studi Superiori. Nel 1921 s'era candidato senza successo per le elezioni politiche.
Il 24 maggio 1923 Max, studente di quinta ginnasiale, subì la prima aggressione da condiscepoli fascisti. L'anno successivo, il 1º aprile 1924 quando il padre Guglielmo, a causa delle sue collaborazioni con i periodici inglesi New Statesman e The Westminster Gazette, sui quali apparvero suoi articoli molto critici verso il regime, fu selvaggiamente attaccato davanti alla sede del fascio da una trentina di energumeni squadristi che pare volessero eliminarlo, il giovane figlio antifascista accorse in sua difesa, rimanendo lui stesso ferito.
Pertanto, nel marzo del 1925, Guglielmo Salvadori decise di trasferirsi con la famiglia in Svizzera, a Begnins a 30 km da Losanna, dove rimase in una sorta di auto-esilio fino al settembre 1934. Max visse così tra l'Italia e l'estero gli anni dell'adolescenza, in ambienti cosmopoliti, maturando un'educazione non formale, ispirata dagli interessi della famiglia per la cultura. Perfetto bilingue, a seguito dell'insegnamento della lingua inglese impartitogli sin dall'infanzia dai genitori, anch'essi bilingui, durante la permanenza in Svizzera perfezionò anche la conoscenza del francese e del tedesco.
Laureatosi a Ginevra nel 1929, aderì al movimento Giustizia e Libertà e tornò in Italia ove, mentre collaborava alla diffusione della stampa clandestina, conseguì una seconda laurea all'Università di Roma.

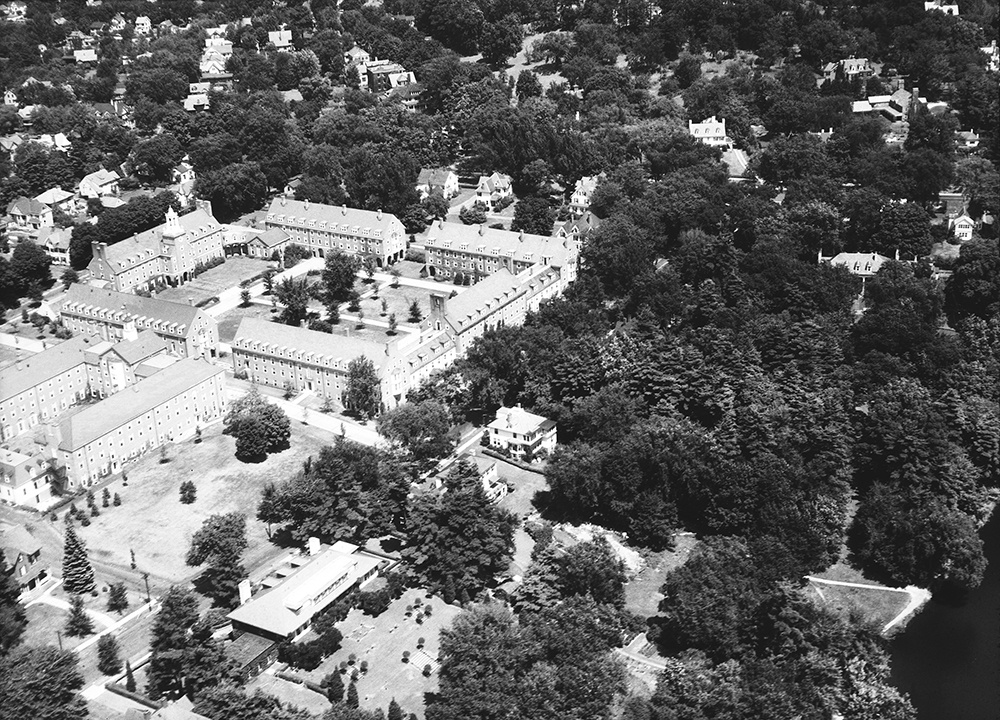
Lo Smith College visto dall'alto (ca. 1932-34)

Arrestato nel 1932, con circa quaranta altri compagni, in una "crisi di profondo scoraggiamento, fece atto di sottomissione al regime" senza compromettere nessuno degli arrestati. Condannato a 5 anni al confino nell'isola di Ponza il suo atto di sottomissione al regime fascista gli consentì di scontarne solo uno, e fu poi inviato al domicilio coatto a Fermo. Nel 1933, utilizzando il passaporto britannico, espatriò nuovamente in Svizzera e poi in Inghilterra. Nel 1943, ufficiale dell'Esercito britannico, prese parte alla campagna di Sicilia e agli sbarchi alleati di Salerno ed Anzio con la missione di organizzare la ribellione contro il regime di Mussolini. Salvadori ebbe un ruolo di primo piano nel riorganizzare le attività "politiche" della N.1 Special Force (Special Operations Executive) in Italia e nel cercare di allineare le posizioni di questo organismo con quelle del Partito d'Azione.
Dal 1945 al 1973 insegnò Storia e Politica nello Smith College a Northampton (Stato del Massachusetts) con alcune interruzioni per incarichi nell'UNESCO a Parigi e nella NATO.
Tra le sue opere più note: The Rise of Modern Communism del 1952 (edizione italiana: Il movimento comunista nel ventesimo secolo: cenni storici), American Capitalism del 1954 (edizione italiana: Capitalismo democratico: considerazioni sull'economia americana) e The Liberal Heresy del 1977 (edizione italiana L'eresia liberale: principi, origini e sviluppo storico).
Fondamentali anche i suoi libri sulla guerra di liberazione italiana, di cui fu un protagonista e osservatore in posizione privilegiata, in quanto incaricato di tenere i contatti tra i servizi militari inglesi e le formazioni partigiane: Resistenza ed azione: ricordi di un liberale del 1951; Storia della Resistenza italiana del 1955, con prefazione di Riccardo Bauer e La Resistenza nell'Anconetano e nel Piceno del 1962.
Nel 1992, pochi mesi prima della morte di Salvadori avvenuta, a ottantaquattro anni a Northampton, si svolse a Fermo, città d'origine della famiglia e poi del suo domicilio coatto, un convegno sulla sua figura (vedi in Bibliografia), organizzato dalla Società operaia di mutuo soccorso di Porto San Giorgio.
La sorella minore, Gioconda Beatrice, più nota con il nome di Joyce Lussu, è stata una nota scrittrice e poetessa, partigiana impegnata nella lotta antifascista al fianco del marito Emilio Lussu, poi esponente politica del Partito d'Azione e del Partito Socialista Italiano, attiva nelle promozione dei movimenti di liberazione anticolonialisti.

## Opere pubblicate in lingua italiana (elenco parziale)
- L'unità del Mediterraneo, Roma, Saturnia, 1931.
- Problemi di colonizzazione africana, Roma, Arte della stampa, 1932.
- Aspetti della crisi australiana, Torino, La riforma sociale, 1932.
- La penetrazione demografica europea in Africa, Torino, Fratelli Bocca, 1932.
- Problemi di libertà, Bari, Laterza, 1949.
- Resistenza ed azione: ricordi di un liberale, Bari, Laterza, 1951.
- Il movimento comunista nel ventesimo secolo: cenni storici, Firenze, La nuova Italia, 1954.
- Storia della Resistenza italiana, prefazione di Riccardo Bauer, Venezia, Pozza, 1955.
- Capitalismo democratico: Considerazioni sull'economia americana, prefazione di Ernesto Rossi, Roma, Opere Nuove, 1956.
- La democrazia liberale, Roma, Opera Nuove, 1958.
- Educazione ragione e democrazia, Roma, Opere nuove, 1959.
- Prospettive americane, Roma, Opere nuove, 1960.
- L'economia della libertà, Roma, Opere Nuove, 1961.
- La Resistenza nell'Anconetano e nel Piceno, Roma, Opere Nuove, 1962.
- Gli Stati Uniti da Roosevelt a Kennedy: Breve storia della nazione americana dal 12 aprile 1945 al 22 novembre 1963, Napoli, Edizioni Scientifiche italiane, 1964.
- La dignità dell'individuo di qua e di là dell'Atlantico del Nord, Milano, Lega internazionale per i diritti dell'uomo, 1974.
- Ricordo di Giovanni Amendola, Sala Bolognese, A. Forni, 1976.
- L'eresia liberale: principi, origini e sviluppo storico, Sala Bolognese, Forni, 1979.